# L'Énigme (Doré)
Pour les articles homonymes, voir L'Énigme.
L'Énigme est un tableau de Gustave Doré (1832-1883), aujourd'hui conservé au Musée d'Orsay.

## Histoire
Peinte en 1871, à la suite de la guerre franco-allemande de 1870 et de la Commune de Paris, l'œuvre témoigne de ce sombre contexte.
En 1884, le tableau est présenté avec deux autres toiles L'aigle noir de Prusse et La défense de Paris sous le titre Souvenirs de 1870. Lors de la vente posthume des œuvres du peintre, elle était accompagnée de ces deux vers de Victor Hugo, extraits du poème « À l’Arc de triomphe » des Voix intérieures (1837), sans doute choisis par le peintre lui-même : 

« Ô spectacle ! ainsi meurt ce que les peuples font !
Qu’un tel passé pour l’âme est un gouffre profond ! »

— Victor Hugo, « À l’Arc de triomphe », dans Les Voix intérieures, 1837, [lire sur Wikisource].

## Sujet
À la première vision, le tableau étonne par son aspect uniforme et presque monochrome, qui souligne une atmosphère de désolation et de mort : cadavres sur le champ de bataille, villes fumant à l'horizon. Les éléments classiques de la représentation de la guerre sont présents.
Avec le couple central l'œuvre atteint l'indicible : l'ange de l'Humanité, ou peut-être la Conscience[réf. souhaitée], éploré, est à genoux devant le Sphinx, le suppliant de lui révéler la raison de l'énigme éternelle qui pousse les hommes les uns contre les autres[réf. nécessaire].
Le génie du peintre transcende l'allégorie pour en faire comme une vision de toute l'histoire humaine.[réf. nécessaire]

## Souvenirs de 1870

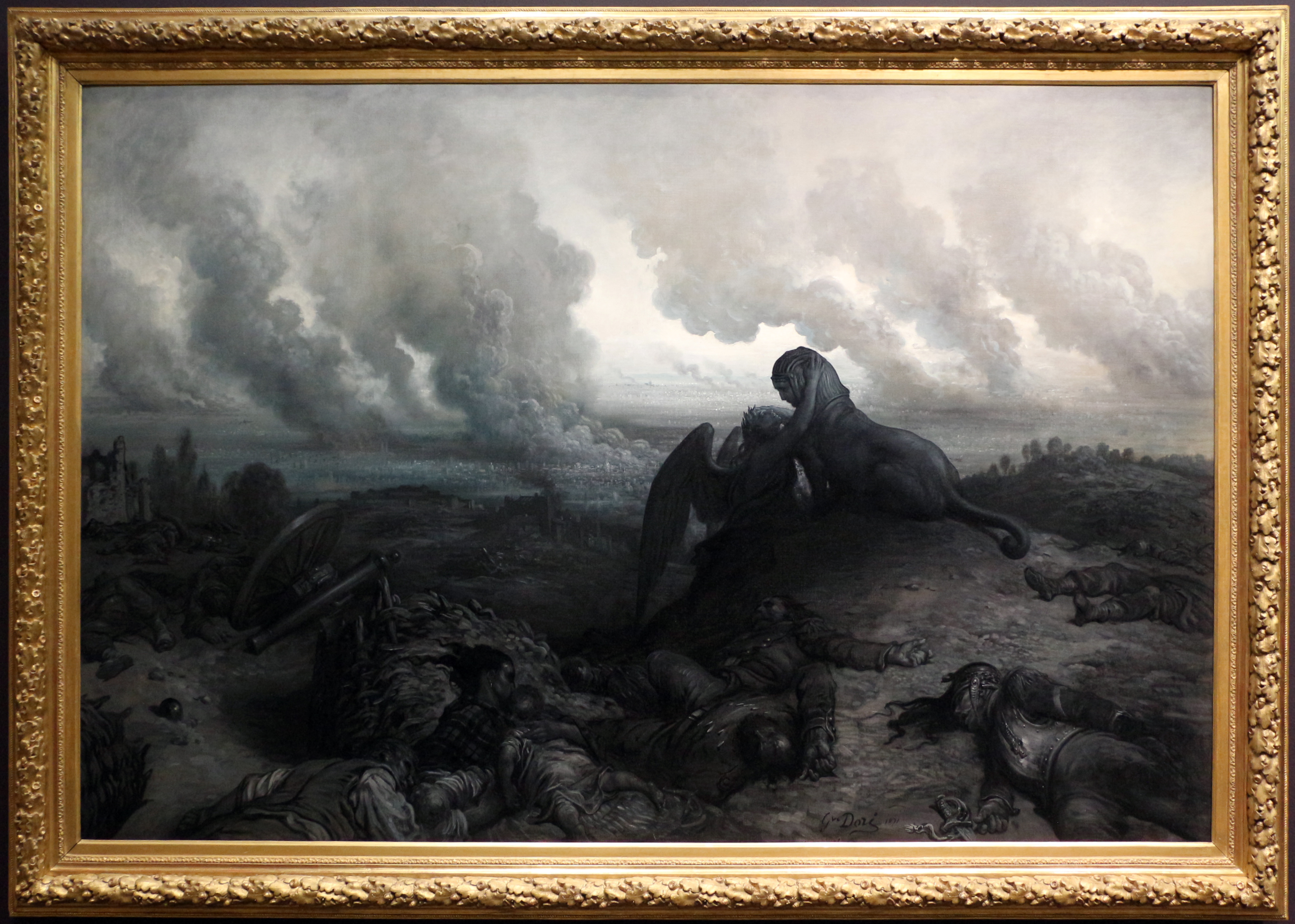
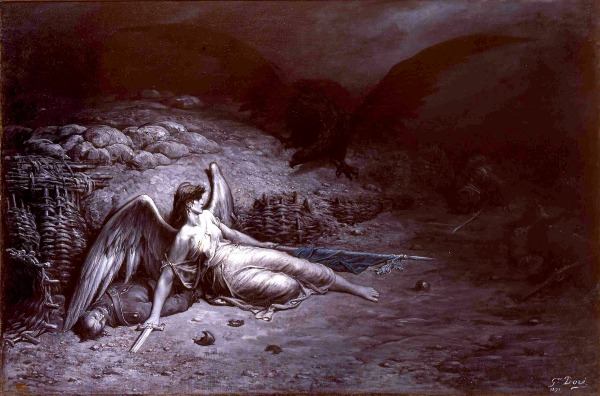
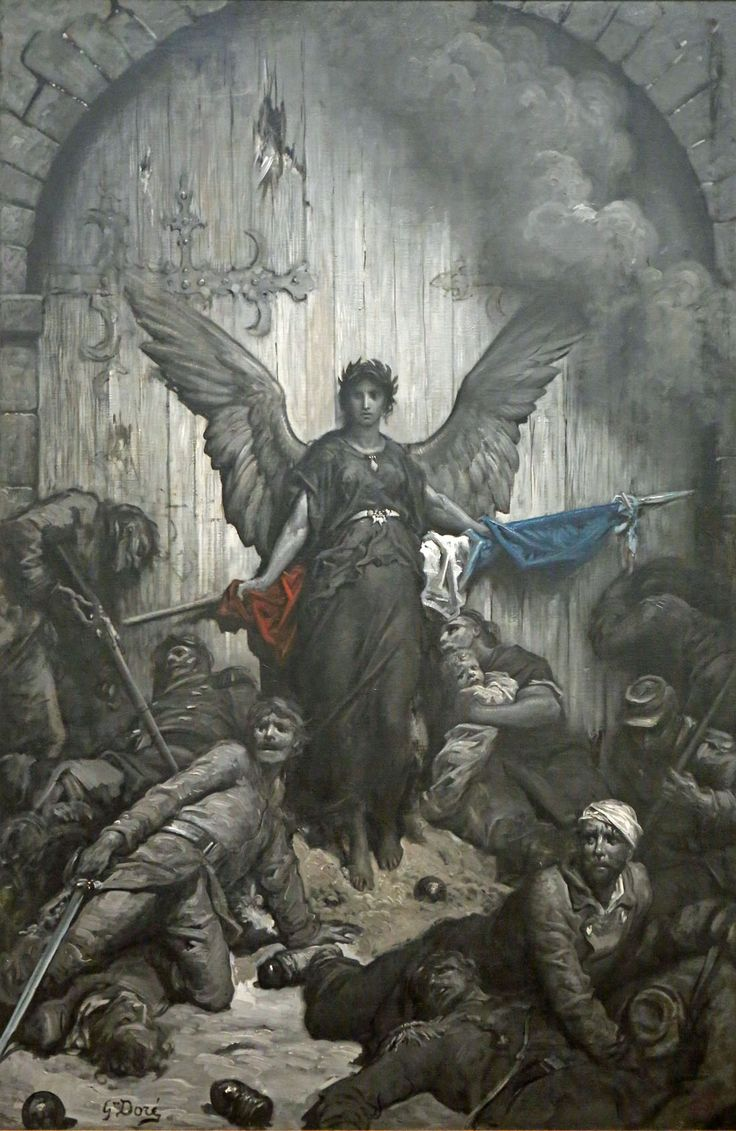